# Георг Зигизмунд фон Херберщайн
Георг Зигизмунд фон Херберщайн (на немски: Georg Sigismund Freiherr von Herberstein; * 18 юли 1518; † 8 февруари 1578) е фрайхер, австрийски благородник от род Херберщайн в Щирия в Австрия.

## Произход
Той е най-малкият син (от четири сина, пет деца) на Георг IV фон Херберщайн (1469 – 1528) и съпругата му Маргарет фон Ротал († 1518), дъщеря на Кристофер фон Ротал и Катерина Потенбрун. Брат е на фрайхер Георг VI фон Херберщайн (1501 – 1560).
Фамилията се нарича на техния дворец Херберщайн, през 1537 г. е издигната на имперски фрайхерен, през 1644 г. на австрийски наследствени графове и през 1710 г. на имперски граф.

## Фамилия
Георг Зигизмунд фон Херберщайн се жени 1542 г. за Маргарета ван Пьортшах (* ок. 1520). Те имат двама сина и дъщеря:
- Хелена фон Херберщайн (* 1546, Графенег; † 1615), омъжена 1568 г. за Дитмар V фон Лозенщайн (* ок. 1510; † 20 януари 1577, Линц), ландес-хауптман в Австрия об дер Енс (1573 – 1577); синът им Волф/Волфганг Зигмунд фон Лозенщайн (1567 – 1626), дворцов маршал, е издигнат на имперски граф на 25 май 1623 г. в Регенсбург
- Зигмунд Фридрих фон Херберщайн (1549 – 1621), императорски камерхер, губернатор на Щирия и Каринтия, женен за фрайин Мария Магдалена фон Велц-Еберщайн (* ок. 1554; † 3 юни 1642, Нюрнберг)
- Георг Кристоф фон Херберщайн (* 14 февруари 1556; † 12 март 1613), имперски военачалник в турските войни, женен на 27 октомври 1585 г. за фрайн Хелена Катарина фон Халег